# Мавристы

Герб Конгрегации святого Мавра

Маври́сты, также Конгрегация святого Мавра (фр. Congrégation de St. Maur) — существовавшая с 1618 года французская учёная конгрегация ордена бенедиктинцев, получившая своё название от святого Мавра (ум. 565), одного из непосредственных учеников святого Бенедикта.
Была распущена в 1790 году решением французского революционного Учредительного собрания.

## История
Основателем общества мавристов был учёный монах Дидье де Ла Кур. В 1618 году оно было официально утверждено. Новиции, вступавшие в конгрегацию, должны были в продолжение пяти лет специально изучать богословие и философию, затем поступали в одну из академий ордена в качестве преподавателей или для кабинетных учёных работ по назначению приора. Часто применялся принцип разделения труда: один собирал материал, другой приводил его в систему, третий обрабатывал его, четвёртый приготовлял к печатанию, пятый наблюдал за печатанием и корректировал издание. Все трудились помимо заботы о личной славе, для блага церкви и чести ордена.
На первых порах конгрегация занялась историей ордена, его монастырей и его великих деятелей; затем круг работ был расширен и мавристы оказали великие услуги истории и археологии вообще собиранием и изданием рукописей по древней литературе, в особенности христианской.
Мавристы часто должны были вступать в полемику против траппистов, которые смотрели на научные занятия как на дело, несовместимое с монашеским званием, и иезуитов, которые в издании памятников литературы внецерковной видели опасность для церкви и «шаг к безусловной свободе разума».
В эпоху наибольшего своего распространения мавристы насчитывали до 120-и монастырей. В эпоху Великой французской революции конгрегация прекратила свою деятельность.

## Представители
Наиболее знаменитые из мавристов:
- Ашери, Люк (1609—1685)
- Буке, Мартин (1635—1754)
- Мабильон, Жан (1632—1707)
- Мартен, Эдмон (1654—1739)
- Монфокон, Бернар де (1655—1741)
- Тюлье, Венсан (1685—1736)
- Пуарье, Жермен (1724—1803)

## Значение
Мавристами сделаны превосходные издания, главным образом по рукописям, сочинений Афанасия Александрийского, Григория Назианзина, Кирилла Иерусалимского, Иоанна Златоуста, бл. Августина, Льва Великого, Григория Двоеслова. Немало также издано ими памятников и сочинений, относящихся к древней истории Греции и Рима и средневековой истории Византии и Западной Европы.
Мавристы выработали правила установления подлинности места и времени составления документа, положили начало палеографии, дипломатике и другим вспомогательным историческим дисциплинам.